# 西栗子トンネル

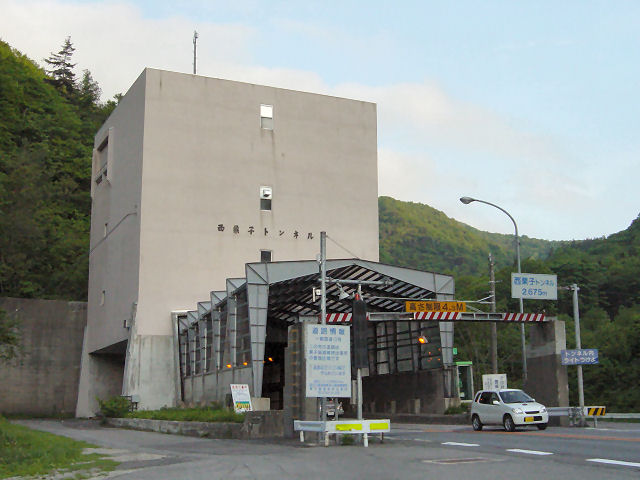
西栗子トンネル米沢側坑口

西栗子トンネル（にしくりこトンネル）は、山形県米沢市の国道13号にあるトンネル。延長2675m。1966年（昭和41年）開通。完成当時は、国内で3番目に長い道路トンネルであった。

## 概要
国道13号の栗子峠を越えるこの区間で、7本あるトンネルのうち、最も長いトンネルであり、かつ、最も標高の高い地点を通過する。福島県と山形県の県境はトンネル内ではなく、西栗子トンネル福島県側入口からおよそ2kmほど福島県寄りの、松川支流の鎌沢に架かる板谷大橋上である。
東栗子トンネルと同様の長大トンネルであるため、トンネル入口の建物内にある送風設備でトンネル内の換気をしている。
2012年（平成24年）12月2日に中央自動車道笹子トンネルで発生した崩落事故を受けて、笹子トンネルと同じく天井板を設置している西栗子トンネルの緊急点検を実施した。
東栗子トンネル、西栗子トンネルの天井板撤去工事を、2013年（平成25年）10月15日から2013年（平成25年）12月20日の間で実施されていた。24時間連続での片側通行規制の工事のため、国土交通省では国道113号、国道121号を迂回するよう呼びかけていた。
しかしながら工事は順調に進み、12月6日午後4時で西栗子トンネルの24時間片側交互通行は終了した。翌12月7日から12月13日まで、午前9時から午後4時の時間帯の片側交互通行に移行したが12月13日で工事は完了し、片側交互通行の規制が解除された。

## 周辺
- 栗子国際スキー場
- 米沢スキー場
- 板谷駅
- 栗子トンネル - 付近を通る東北中央自動車道のトンネル

## 隣のトンネル
（福島方面）東栗子トンネル　-　西栗子トンネル　-　岩部山トンネル（秋田方面）